# Dinamo Sankt Petersburg (hokej na lodzie)
Hokejowy Klub Dinamo Sankt Petersburg (ros. Хоккейный клуб Динамо Санкт-Петербург) – rosyjski klub hokeja na lodzie z siedzibą w Petersburgu.

## Historia
Od 1946 do 1971 działał klub Dinamo Leningrad, występujący w mistrzostwach ZSRR. Klub został powołany ponownie w 2013. W tym roku drużyna MHK Dinamo została przyjęta do rosyjskich juniorskich rozgrywek MHL od sezonu MHL (2013/2014). W 2016 seniorski klub Dinama został przyjęty do rozgrywek Wyższej Hokejowej Ligi (WHL) od edycji 2016/2017. W lipcu 2016 została zawarta umowa o współpracy Dinama z klubem HK Soczi w lidze KHL. W kwietniu 2015 szkoleniowcem Dinama został Łotysz Leonīds Tambijevs. Prowadził on drużynę juniorów w sezonie MHL (2015/2016), a następnie zespół seniorski od edycji WHL 2016/2017. W październiku 2018 trener został zwolniony. W kwietniu 2019 nowym trenerem został Eduard Zankawiec. Od czerwca 2021 szkoleniowcem został Siergiej Puszkow. Jego asystentami zostali pracujący z nim wcześniej Aleksiej Kuzniecow i Aleh Małaszkiewicz, a w sztabie pozostał trener bramkarzy Pawieł Czerkas.
W lipcu 2021 ogłoszono, że Dinamo Sankt Petersburg zostało zespołem farmerskim Dinama Moskwa.
W maju 2023 z stanowiska odszedł Puszkow. W listopadzie 2023 nowym szkoleniowcem został mianowany Władimir Krikunow

## Sukcesy
- Pierwsze miejsce w sezonie zasadniczym WHL: 2018
- Puchar Pietrowa: 2018
- Złoty medal WHL: 2018
- Srebrny medal WHL: 2020 (uznaniowo)[17], 2022
- Finał o Puchar Pietrowa: 2022
- Brązowy medal mistrzostw Rosji: 2025[18]